# Estonia en el Festival de la Canción de Eurovisión 2022
Estonia participó en el LXVI Festival de la Canción de Eurovisión, que se celebró en Turín, Italia del 10 al 14 de mayo de 2022, tras la victoria de Måneskin con la canción «Zitti e buoni». La Eesti Rahvusringhääling (ERR) decidió mantener el sistema de elección habitual, el Eesti Laul, que celebró su 14° edición entre noviembre de 2021 y febrero de 2022. En la final celebrada el 12 de febrero de 2022 en Tallin, se declaró ganador a STEFAN tras ganar la superfinal con 61% de los votos del público. Su canción pop-country «Hope» está compuesta por el mismo junto a Karl-Ander Reismann.
Durante el festival, Estonia superó la segunda semifinal tras obtener 209 puntos que lo clasificaron en 5° lugar. Dos días más tarde, en la gran final, se ubicaría en 13° lugar con un total de 141 puntos.

## Historia de Estonia en el Festival
Estonia debutó en el festival de 1994, tras su fallido intento un año antes; totalizando 26 participaciones previas. El país ha ganado una vez el concurso, en 2001 con Tanel Padar, Dave Benton y el grupo 2XL con la canción "Everybody". Desde la introducción de las semifinales en 2004, el país no logró clasificarse durante 5 concursos seguidos. A partir de la introducción del nuevo formato de selección, ha logrado 7 clasificaciones a la final, incluyendo 4 dentro de los 10 mejores.
En 2021, el ganador del Eesti Laul de ese año, Uku Suviste, no clasificó a la final terminando en 13.ª posición con 58 puntos en la semifinal 2, con el tema «The Lucky One».

## Representante para Eurovisión

### Eesti Laul 2022
Estonia confirmó su participación en el Festival de Eurovisión 2022 en el verano de 2021, con el anuncio de una nueva final nacional. El periodo de recepción de las canciones fue entre el 2 de septiembre y el 20 de octubre de 2021, habiendo recibido 202 propuestas. La competencia sufrió un cambio en su estructura, ampliándose a siete galas: 4 cuartos de final, dos semifinales y una final. Cada gala de los Cuartos de final tendría a 10 candidatos dando un total de 40 participantes iniciales. Dentro de estas 4 galas, los participantes se sometían a una sola ronda de votación al 100% del televoto, clasificándose los 3 más votados. Posteriormente un panel de jurados seleccionaría a otras dos canciones entre las no seleccionadas, dando un total de 20 semifinales. 
Posteriormente la competencia continuaría con la estructura que seguía anteriormente. En las semifinales, cada gala tendrá a 10 participantes los cuales se someterán a dos rondas de votación. En la primera, la votación será dividida 50/50 entre un panel de jurados y el televoto. Ambos votaban con el mismo sistema de Eurovisión: 12, 10 y 8-1 puntos. Las 4 canciones con más puntos avanzaban a la final. En la segunda ronda, las 6 canciones restantes se sometían a una votación 100% del televoto, avanzando a la final la canción más votada por el público. 
En la gran final también se realizaron dos rondas de votación: en la primera, en la que se presentaban las 10 candidaturas y se sometían en una votación que se dividía 50/50 entre un panel de jurados y el televoto. Ambos votaban con el mismo sistema de Eurovisión: 12, 10 y 8-1 puntos. Las 3 canciones más votadas avanzaban a la Súper Final. En la Súper Final los 3 participantes se volverían a someter en una ronda de votación del 100% del público. En esta ronda, el mayor votado se declaraba ganador del festival y representante de Estonia en Eurovisión.

#### Candidaturas
| Artista                              | Canción (Traducción)                           | Idioma           | Compositor(es)                                                                                 |
| ------------------------------------ | ---------------------------------------------- | ---------------- | ---------------------------------------------------------------------------------------------- |
| Alabama Watchdog                     | «Move On» (Seguir adelante)                    | Inglés           | Ken Einberg, Taaniel Pogga, Sven Seinpere                                                      |
| An-Marlen                            | «Lõpuks muutub» (Finalmente cambia)            | Estonio          | Ingel Marlen Mikk, Sander Sadam, Alvar Antson                                                  |
| Andrei Zevakin ft Grete Paia         | «Mis nüüd saab» (Qué será lo próximo)          | Estonio          | Andrei Zevakin, Henry Orlov, Grete Paia                                                        |
| Anna Sahlene                         | «Champion» (Campeona)                          | Inglés           | Anna Sahlene, Nicklas Ecklund, Dagmar Oja, Kaire Vilgats                                       |
| Ariadne                              | «Shouldn't Be Friends» (No debemos ser amigos) | Inglés           | Liina Ariadne Pedanik, Martti Hallik, Sofi Meronen, Aleksi Liski                               |
| Black Velvet                         | «Sandra» (Sandra)                              | Estonio          | Sven Lõhmus                                                                                    |
| Boamadu                              | «Mitte kauaks» (No por mucho tiempo)           | Estonio          | Peeter Priks, Keith Mutvei                                                                     |
| deLULU                               | «Music Save my Soul» (La música salvó mi alma) | Inglés           | Taavi Paomets, Mairo Marjamaa, Inga Tislar                                                     |
| Desiree                              | «Siiani» (Por ahora)                           | Estonio          | Hannes Agur Vellend, Desiree Mumm, Kretel Kopra                                                |
| Dramanda                             | «Tule minu sisse» (Ven dentro de mí)           | Estonio          | Amanda Hermiine Künnapas, Hendrik Põlluste                                                     |
| Eleryn Tiit                          | «Tunnete keel» (Sientes el idioma)             | Estonio          | Karl Killing, Gevin Niglas, Eleryn Tiit, Aron Blom                                             |
| Elina Nechayeva                      | «Remedy» (Remedio)                             | Inglés           | Sven Lõhmus                                                                                    |
| Elysa                                | «Fire» (Fuego)                                 | Inglés           | Linnea Deb, Ellen Benediktson, Andreas Stone, Elisa Kolk, Indrek Rahumaa                       |
| Emily J.                             | «Quicksilver» (Mercurio)                       | Inglés           | Vallo Kikas, Emili Jürgens, Ani Nnebedum, Aleksanteri Hulkko                                   |
| Evelin Samuel                        | «Waterfall» (Cascada)                          | Inglés           | Glen Pilvre, Priit Pajusaar, Katrin Pärn                                                       |
| Fiona and Me                         | «Feel Like This» (Sentirse así)                | Inglés           | Fiona and Me                                                                                   |
| Goodreason                           | «Three Days Ago» (Hace tres días)              | Inglés           | Hele-Mai Mängel                                                                                |
| Helen                                | «Vaata minu poole» (Mírame)                    | Estonio          | Karl Killing, Gevin Niglas, Merili Käsper, Helen Randmets                                      |
| Jaagup Tuisk                         | «Kui vaid» (Si solo)                           | Estonio          | Jaagup Tuisk, Rita Bavanati, Lauri Räpp                                                        |
| Jessica                              | «My Mom» (Mi mamá)                             | Inglés           | Steven Ilves, Jessica Rohelpuu                                                                 |
| Jyrise                               | «Plaksuta» (Palmada)                           | Estonio          | Rauno Jürise, Tuomas Lehtinen, Mairo Virolainen, Sander Valge                                  |
| Kaia-Liisa Kesler                    | «Vaikus» (Silencio)                            | Estonio          | Kaarel Orumägi, Kaia-Liisa Kesler                                                              |
| Kéa                                  | «Everytime» (Todo el tiempo)                   | Inglés           | Andrei Zevakin, Ketter Orav                                                                    |
| Lauri Pihlap                         | «Take Me Home» (Llévame a casa)                | Inglés           | Lauri Pihlap                                                                                   |
| Levvis                               | «Let's Talk About» (Vamos a hablar)            | Inglés           | Aleksei Barudzin                                                                               |
| Little Mess                          | «Hea päev» (Buen día)                          | Estonio          | Timo Vendt, Tanja Mihhailova-Saar, Andra Teede                                                 |
| Maian                                | «Meeletu» (Loca)                               | Estonio, Español | Maian Lomp, Gevin Niglas                                                                       |
| Meisterjaan                          | «Vahel lihtsalt» (A veces solo)                | Estonio          | Jaan Tätte Juunior                                                                             |
| Merilin Mälk                         | «Little Girl» (Pequeña niña)                   | Inglés           | Karl-Ander Reismann                                                                            |
| Minimal Wind feat. Elisabeth Tiffany | «What to Make of This» (Qué hacer con esto)    | Inglés           | Paula Pajusaar, Taavi-Hans Kõlar, Elisabeth Tiffany Lepik, Ralf Erik Kollom                    |
| Ott Lepland                          | «Aovalguses» (En la luz)                       | Estonio          | Ott Lepland, Maian Anna Kärmas, Karl-Ander Reismann                                            |
| Peter Põder                          | «Koos lõpuni» (Juntos hasta el final)          | Estonio          | Peter Põder, Karl-Ander Reismann, Raul Krebs                                                   |
| Púr Múdd & Shira                     | «Golden shores» (Costas doradas)               | Inglés           | Madis Sillamo, Oliver Rõõmus, Joonatan Siiman, Kasper Krogh Vestergaard, Nikolaj Tøth Andersen |
| Shira                                | «Under Water» (Debajo del agua)                | Inglés           | Marika Rodionova, Kristi Raias, Johannes Laas                                                  |
| Silver Jusilo                        | «Elu rüpes» (En medio de la vida)              | Estonio          | Silver Jusilo                                                                                  |
| Stefan                               | «Hope» (Espero)                                | Inglés           | Stefan Airapetjan, Karl-Ander Reismann                                                         |
| Stig Rästa                           | «Interstellar» (Interestelar)                  | Inglés           | Stig Rästa, Fred Krieger, Victor Crone, Herman Gardarfve, David Lindgren Zacharias             |
| Traffic                              | «Kaua veel» (Por mucho tiempo)                 | Estonio          | Karl Killing, Andreas Poom, Fred Krieger, Silver Laas, Vallo Kikas                             |
| Triin Niitoja & Frants Tikerpuu      | «Laululind» (Pájaro cantor)                    | Estonio          | Frants Tikerpuu                                                                                |
| Wiiralt                              | «Kuradile» (Maldita sea)                       | Estonio          | Hendrik Sal-Saller, Martin Saaremägi                                                           |

#### Cuartos de final

##### Heat 1
El primer cuarto de final se emitió el 20 de noviembre de 2021, presentada por Tanel Padar (representante y ganador de Eurovisión por Estonia en 2001) e Ines (representante de Estonia en 2000) desde los estudios de la ERR en Tallin. Los participantes de esta ronda fueron anunciados por la ERR el 15 de noviembre. 10 canciones compitieron por 5 pases a la final por medio de una única ronda de votación a 100% del televoto, siendo seleccionadas para las semifinales las 3 canciones más votadas. De entre las 7 restantes, un jurado profesional repescó 2 canciones más para avanzar a las semifinales.
| N.º | Artista       | Canción          | Televoto | Televoto | Jurado | Resultado    |
| N.º | Artista       | Canción          | Votos    | Lugar    | Jurado | Resultado    |
| --- | ------------- | ---------------- | -------- | -------- | ------ | ------------ |
| 1   | Traffic       | «Kaua veel»      | 501      | 6        | 4      | Eliminados   |
| 2   | Jaagup Tuisk  | «Kui vaid»       | 434      | 9        | 1      | Clasificado  |
| 3   | Kéa           | «Everytime»      | 401      | 10       | 9      | Eliminada    |
| 4   | Fiona and Me  | «Feel Like This» | 440      | 8        | 5      | Eliminado    |
| 5   | Peter Põder   | «Koos lõpuni»    | 736      | 5        | 8      | Eliminado    |
| 6   | Stig Rästa    | «Interstellar»   | 1,422    | 2        | 3      | Clasificado  |
| 7   | Maian         | «Meeletu»        | 445      | 7        | 2      | Clasificada  |
| 8   | Little Mess   | «Hea päev»       | 1,048    | 4        | 7      | Eliminadas   |
| 9   | Boamadu       | «Mitte kauaks»   | 1,544    | 1        | 6      | Clasificados |
| 10  | Evelin Samuel | «Waterfall»      | 1,188    | 3        | 10     | Clasificada  |

##### Heat 2
El segundo cuarto de final se emitió el 27 de noviembre de 2021, presentada por Uku Suviste (representante de Eurovisión por Estonia en 2020 y 2021) y Tanja Mihhailova (representante de Estonia en 2014) desde los estudios de la ERR en Tallin. Los participantes de esta ronda fueron anunciados por la ERR el 22 de noviembre. 10 canciones compitieron por 5 pases a la final por medio de una única ronda de votación a 100% del televoto, siendo seleccionadas para las semifinales las 3 canciones más votadas. De entre las 7 restantes, un jurado profesional repescó 2 canciones más para avanzar a las semifinales.
| N.º | Artista                           | Canción            | Televoto | Televoto | Jurado | Resultado    |
| N.º | Artista                           | Canción            | Votos    | Lugar    | Jurado | Resultado    |
| --- | --------------------------------- | ------------------ | -------- | -------- | ------ | ------------ |
| 1   | Wiiralt                           | «Kuradile»         | 595      | 8        | 5      | Eliminados   |
| 2   | Desiree                           | «Siiani»           | 811      | 5        | 10     | Eliminada    |
| 3   | Silver Jusilo                     | «Elu rüpes»        | 773      | 6        | 9      | Eliminado    |
| 4   | Kaia-Liisa Kesler                 | «Vaikus»           | 576      | 9        | 1      | Clasificada  |
| 5   | Helen                             | «Vaata minu poole» | 1,134    | 3        | 7      | Clasificada  |
| 6   | Jyrise                            | «Plaksuta»         | 466      | 10       | 2      | Clasificado  |
| 7   | An-Marlen                         | «Lõpuks muutub»    | 605      | 7        | 4      | Eliminada    |
| 8   | Andrei Zevakin junto a Grete Paia | «Mis nüüd saab»    | 1,545    | 1        | 6      | Clasificados |
| 9   | Meisterjaan                       | «Vahel lihtsalt»   | 839      | 4        | 8      | Eliminado    |
| 10  | Triin Niitoja & Frants Tikerpuu   | «Laululind»        | 1,514    | 2        | 3      | Clasificados |

##### Heat 3
El tercer cuarto de final se emitió el 4 de diciembre de 2021, presentada por Ott Lepland (representante de Eurovisión por Estonia en 2012) y Laura Põldvere (representante de Estonia en 2005 y 2017) desde los estudios de la ERR en Tallin. Los participantes de esta ronda fueron anunciados por la ERR el 29 de noviembre. 10 canciones compitieron por 5 pases a la final por medio de una única ronda de votación a 100% del televoto, siendo seleccionadas para las semifinales las 3 canciones más votadas. De entre las 7 restantes, un jurado profesional repescó 2 canciones más para avanzar a las semifinales.
| N.º | Artista          | Canción               | Televoto | Televoto | Jurado | Resultado    |
| N.º | Artista          | Canción               | Votos    | Lugar    | Jurado | Resultado    |
| --- | ---------------- | --------------------- | -------- | -------- | ------ | ------------ |
| 1   | STEFAN           | «Hope»                | 2,050    | 1        | 4      | Clasificado  |
| 2   | deLULU           | «Music Saved My Soul» | 280      | 10       | 3      | Eliminados   |
| 3   | Goodreason       | «Three Days Ago»      | 387      | 9        | 9      | Eliminados   |
| 4   | Elina Nechayeva  | «Remedy»              | 1,310    | 2        | 7      | Clasificada  |
| 5   | Lauri Pihlap     | «Take Me Home»        | 598      | 5        | 10     | Eliminado    |
| 6   | Levvis           | «Let's Talk About»    | 512      | 8        | 5      | Eliminado    |
| 7   | Merilin Mälk     | «Little Girl»         | 553      | 6        | 1      | Clasificada  |
| 8   | Anna Sahlene     | «Champion»            | 827      | 3        | 8      | Clasificada  |
| 9   | Alabama Watchdog | «Move On»             | 529      | 7        | 2      | Clasificados |
| 10  | Shira            | «Under Water»         | 739      | 4        | 6      | Eliminada    |

##### Heat 4
El último cuarto de final se emitió el 11 de diciembre de 2021, presentada por Jüri Pootsmann (representante de Eurovisión por Estonia en 2016) y Getter Jaani (representante de Estonia en 2011) desde los estudios de la ERR en Tallin. Los participantes de esta ronda fueron anunciados por la ERR el 7 de diciembre. 10 canciones compitieron por 5 pases a la final por medio de una única ronda de votación a 100% del televoto, siendo seleccionadas para las semifinales las 3 canciones más votadas. De entre las 7 restantes, un jurado profesional repescó 2 canciones más para avanzar a las semifinales.
| N.º | Artista                                | Canción                | Televoto | Televoto | Jurado | Resultado    |
| N.º | Artista                                | Canción                | Votos    | Lugar    | Jurado | Resultado    |
| --- | -------------------------------------- | ---------------------- | -------- | -------- | ------ | ------------ |
| 1   | Púr Múdd & Shira                       | «Golden Shores»        | 925      | 5        | 3      | Clasificados |
| 2   | Elysa                                  | «Fire»                 | 1,046    | 3        | 4      | Clasificada  |
| 3   | Minimal Wind junto a Elisabeth Tiffany | «What to Make of This» | 731      | 6        | 2      | Clasificados |
| 4   | Dramanda                               | «Tule minu sisse»      | 243      | 10       | 9      | Eliminada    |
| 5   | Emily J.                               | «Quicksilver»          | 353      | 9        | 8      | Eliminada    |
| 6   | Ott Lepland                            | «Aovalguses»           | 1,207    | 2        | 1      | Clasificado  |
| 7   | Eleryn Tiit                            | «Tunnete keel»         | 600      | 7        | 6      | Eliminada    |
| 8   | Jessica                                | «My Mom»               | 416      | 8        | 10     | Eliminada    |
| 9   | Ariadne                                | «Shouldn't Be Friends» | 956      | 4        | 5      | Eliminada    |
| 10  | Black Velvet                           | «Sandra»               | 1,771    | 1        | 7      | Clasificados |

#### Semifinales

##### Semifinal 1
La primera semifinal se emitió el 3 de febrero de 2022, presentada por Priit Loog y Maarja-Liis Ilus desde el Saku Suurhall en la capital Tallin. 10 canciones compitieron por 5 pases a la final por medio de dos rondas: la primera con una votación determinada en una combinación de un 50% para un jurado profesional y 50% para el televoto que otorgaba 4 pases, mientras la segunda con una votación al 100% del televoto con las 6 canciones restantes, otorgando el último lugar para la final. El panel del jurado profesional estuvo conformado por Alar Kotkas, Inger, Rolf Roosalu, Tanja Mihhailova, Kadri Tali, Villemdrillem, Margus Kamlat, Mari-Liis Männik, Elina Born, Mihkel Mattisen y Maris Järva.
| N.º | Artista                           | Canción            | Primera Ronda | Primera Ronda | Primera Ronda | Primera Ronda | Primera Ronda | Primera Ronda | Segunda Ronda | Segunda Ronda |
| N.º | Artista                           | Canción            | Jurado        | Jurado        | Televoto      | Televoto      | Lugar         | Puntos        | Televoto      | Lugar         |
| --- | --------------------------------- | ------------------ | ------------- | ------------- | ------------- | ------------- | ------------- | ------------- | ------------- | ------------- |
| 1   | Elysa                             | «Fire»             | 77            | 6             | 5,206         | 12            | 1             | 18            | —             | —             |
| 2   | Helen                             | «Vaata minu poole» | 13            | 1             | 1,773         | 7             | 8             | 8             | 375           | 5             |
| 3   | Andrei Zevakin junto a Grete Paia | «Mis nüüd saab»    | 54            | 5             | 2,521         | 10            | 2             | 15            | —             | —             |
| 4   | Alabama Watchdog                  | «Move On»          | 52            | 4             | 566           | 1             | 10            | 5             | 395           | 4             |
| 5   | Merilin Mälk                      | «Little Girl»      | 78            | 7             | 1,058         | 2             | 7             | 9             | 1,772         | 2             |
| 6   | Stig Rästa                        | «Interstellar»     | 92            | 12            | 1,149         | 3             | 3             | 15            | —             | —             |
| 7   | Triin Niitoja & Frants Tikerpuu   | «Laululind»        | 43            | 2             | 1,207         | 5             | 9             | 7             | 360           | 6             |
| 8   | Kaia-Liisa Kesler                 | «Vaikus»           | 90            | 10            | 1,155         | 4             | 5             | 14            | 1,212         | 3             |
| 9   | Elina Nechayeva                   | «Remedy»           | 50            | 3             | 2,414         | 8             | 6             | 11            | 2,091         | 1             |
| 10  | Ott Lepland                       | «Aovalguses»       | 89            | 8             | 1,667         | 6             | 4             | 14            | —             | —             |

##### Semifinal 2
La segunda semifinal se emitió el 5 de febrero de 2022, presentada por Priit Loog y Maarja-Liis Ilus desde el Saku Suurhall en la capital Tallin. 10 canciones compitieron por 5 pases a la final por medio de dos rondas: la primera con una votación determinada en una combinación de un 50% para un jurado profesional y 50% para el televoto que otorgaba 4 pases, mientras la segunda con una votación al 100% del televoto con las 6 canciones restantes, otorgando el último lugar para la final. El panel del jurado profesional estuvo conformado por Alar Kotkas, Inger, Rolf Roosalu, Tanja Mihhailova, Kadri Tali, Villemdrillem, Margus Kamlat, Mari-Liis Männik, Elina Born, Mihkel Mattisen y Maris Järva.
| N.º | Artista                                | Canción                | Primera Ronda | Primera Ronda | Primera Ronda | Primera Ronda | Primera Ronda | Primera Ronda | Segunda Ronda | Segunda Ronda |
| N.º | Artista                                | Canción                | Jurado        | Jurado        | Televoto      | Televoto      | Lugar         | Puntos        | Televoto      | Lugar         |
| --- | -------------------------------------- | ---------------------- | ------------- | ------------- | ------------- | ------------- | ------------- | ------------- | ------------- | ------------- |
| 1   | Jyrise                                 | «Plaksuta»             | 40            | 2             | 417           | 1             | 10            | 3             | 585           | 6             |
| 2   | Maian                                  | «Meeletu»              | 78            | 7             | 1,221         | 3             | 6             | 10            | 1,153         | 3             |
| 3   | Boamadu                                | «Mitte kauaks»         | 43            | 3             | 1,686         | 6             | 7             | 9             | 887           | 4             |
| 4   | Evelin Samuel                          | «Waterfall»            | 20            | 1             | 1,227         | 4             | 9             | 5             | 1,245         | 2             |
| 5   | Black Velvet                           | «Sandra»               | 56            | 6             | 2,261         | 8             | 3             | 14            | —             | —             |
| 6   | Púr Múdd & Shira                       | «Golden Shores»        | 48            | 4             | 1,079         | 2             | 8             | 6             | 839           | 5             |
| 7   | Jaagup Tuisk                           | «Kui vaid»             | 87            | 8             | 1,269         | 5             | 4             | 13            | —             | —             |
| 8   | Minimal Wind junto a Elisabeth Tiffany | «What to Make of This» | 54            | 5             | 1,700         | 7             | 5             | 12            | 1,357         | 1             |
| 9   | STEFAN                                 | «Hope»                 | 116           | 12            | 4,752         | 12            | 1             | 24            | —             | —             |
| 10  | Anna Sahlene                           | «Champion»             | 96            | 10            | 2,583         | 10            | 2             | 20            | —             | —             |

##### Final
La final se emitió en directo el 12 de febrero de 2022, desde el Saku Suurhall en Tallin. Los presentadores fueron Priit Loog y Maarja-Liis Ilus. Participaron los 5 temas ganadores de cada semifinal, totalizando 10 participantes. La final se dividió en dos rondas: en la primera, una votación determinada por el 50% del jurado y 50% del voto popular seleccionó las tres canciones que avanzaron a la Súper Final: «Fire» de Elysa; «What to Make of This» de Minimal Wind junto a Elisabeth Tiffany y «Hope» de STEFAN. En la Súper Final, fue exclusivamente el voto popular quien seleccionó al ganador, Stefan con el tema «Hope», con poco más de 35,000 votos. El panel del jurado profesional estuvo conformado por Jonathan Perkins (productor y compositor estadounidense), Mr. Lordi (músico finlandés), Audrius Giržadas (Jefe de delegación de Lituania en Eurovisión), Per Sunding (músico y productor sueco), Emily Griggs (directora y productora de televisión australiana), Natalie Horler (cantante alemana), Lőrinc Bubnó (Exjefe de delegación de Hungría en Eurovisión), Martin Sutton (músico, productor y compositor británico), Marta Cagnola (crítico y periodista musical italiana), Scarlet Keys (compositora estadounidense) y Lotta Furebäck (coreógrafa sueca).
| N.º | Artista                                | Canción                | Jurado | Jurado | Televoto | Televoto | Lugar | Puntos |
| --- | -------------------------------------- | ---------------------- | ------ | ------ | -------- | -------- | ----- | ------ |
| 1   | Elina Nechayeva                        | «Remedy»               | 43     | 1      | 2,862    | 4        | 8     | 5      |
| 2   | Andrei Zevakin junto a Grete Paia      | «Mis nüüd saab»        | 55     | 4      | 5,147    | 5        | 6     | 9      |
| 3   | Jaagup Tuisk                           | «Kui vaid»             | 48     | 2      | 1,577    | 1        | 10    | 3      |
| 4   | Elysa                                  | «Fire»                 | 66     | 7      | 14,747   | 10       | 3     | 17     |
| 5   | Ott Lepland                            | «Aovalguses»           | 62     | 6      | 2,426    | 3        | 7     | 9      |
| 6   | Stig Rästa                             | «Interstellar»         | 53     | 3      | 2,284    | 2        | 9     | 5      |
| 7   | Minimal Wind junto a Elisabeth Tiffany | «What to Make of This» | 101    | 12     | 7,699    | 8        | 2     | 20     |
| 8   | STEFAN                                 | «Hope»                 | 85     | 10     | 19,641   | 12       | 1     | 22     |
| 9   | Anna Sahlene                           | «Champion»             | 69     | 8      | 5,668    | 6        | 4     | 14     |
| 10  | Black Velvet                           | «Sandra»               | 56     | 5      | 7,463    | 7        | 5     | 12     |

| N.º | Canción                | Mr. Lordi | M. Sutton | M. Cagnola | A. Giržadas | P. Sunding | N. Horler | S. Keys | L. Furebäck | E. Griggs | L. Bubnó | J. Perkins | Lugar | Puntos |
| --- | ---------------------- | --------- | --------- | ---------- | ----------- | ---------- | --------- | ------- | ----------- | --------- | -------- | ---------- | ----- | ------ |
| 1   | «Remedy»               | 4         | 3         | 4          | 7           | 1          | 6         | 2       | 3           | 4         | 4        | 5          | 10    | 43     |
| 2   | «Mis nüüd saab»        | 1         | 7         | 10         | 3           | 12         | 4         | 4       | 2           | 2         | 3        | 7          | 7     | 55     |
| 3   | «Kui vaid»             | 3         | 2         | 2          | 10          | 3          | 5         | 7       | 1           | 3         | 10       | 2          | 9     | 48     |
| 4   | «Fire»                 | 5         | 10        | 1          | 6           | 4          | 8         | 8       | 6           | 5         | 7        | 6          | 4     | 66     |
| 5   | «Aovalguses»           | 7         | 6         | 6          | 4           | 5          | 7         | 6       | 10          | 7         | 1        | 3          | 5     | 62     |
| 6   | «Interstellar»         | 10        | 8         | 12         | 2           | 7          | 2         | 3       | 5           | 1         | 2        | 1          | 8     | 53     |
| 7   | «What to Make of This» | 6         | 12        | 7          | 5           | 6          | 10        | 12      | 7           | 12        | 12       | 12         | 1     | 101    |
| 8   | «Hope»                 | 2         | 5         | 5          | 12          | 10         | 3         | 10      | 12          | 10        | 8        | 8          | 2     | 85     |
| 9   | «Champion»             | 12        | 4         | 3          | 8           | 2          | 12        | 5       | 8           | 6         | 5        | 4          | 3     | 69     |
| 10  | «Sandra»               | 8         | 1         | 8          | 1           | 8          | 1         | 1       | 4           | 8         | 6        | 10         | 6     | 56     |

| N.º | Artista                                | Canción                | Lugar | Televoto |
| --- | -------------------------------------- | ---------------------- | ----- | -------- |
| 1   | Elysa                                  | «Fire»                 | 3     | 3,929    |
| 2   | Minimal Wind junto a Elisabeth Tiffany | «What to Make of This» | 2     | 17,862   |
| 3   | STEFAN                                 | «Hope»                 | 1     | 35,681   |

## En Eurovisión
De acuerdo a las reglas del festival, todos los concursantes iniciaron desde las semifinales, a excepción del anfitrión (en este caso, Italia) y el Big Five compuesto por Alemania, España, Francia, la misma Italia y Reino Unido. En el sorteo realizado el 25 de enero de 2022, Estonia fue sorteada en la segunda semifinal del festival. En este mismo sorteo, se determinó que participaría en la segunda mitad de la semifinal (posiciones 10-18). Semanas después, ya conocidos los artistas y sus respectivas canciones participantes, la producción del programa dio a conocer el orden de actuación, determinando que el país participaría en la decimosegunda posición, precedida por Macedonia del Norte y seguida de Rumania.
Los comentarios para Estonia corrieron por parte de Marko Reikop en la transmisión por televisión, mientras que para la diáspora rusa las galas fueron comentadas por Aleksandr Hobotov y Julia Kalenda. El portavoz de la votación del jurado profesional estonio fue el cantante y ganador del festival de Eurovisión por Estonia en 2001, Tanel Padar.

### Semifinal 2

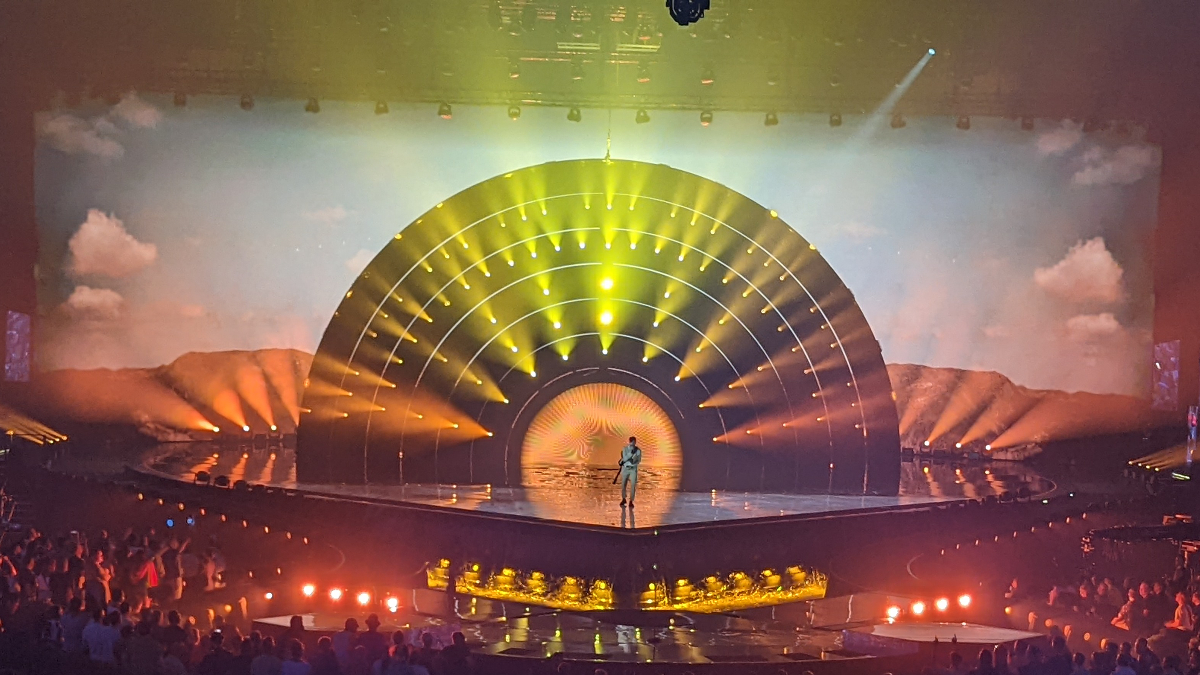
Stefan durante la segunda semifinal.

STEFAN tomó parte de los ensayos los días 3 y 6 de mayo así como de los ensayos generales con vestuario de la segunda semifinal los días 11 y 12 de mayo. El ensayo general de la tarde del 11 fue tomado en cuenta por los jurados profesionales para emitir sus votos, que representaron el 50% de los puntos. Estonia se presentó en la posición 12, detrás de Rumania y por delante de Macedonia del Norte.
La actuación estonia se mantuvo similar a la presentada en la final nacional. En el escenario, Stefan actuó solo usando una chaqueta y pantalones de color beige, iniciando la presentación con un micrófono de pedestal mientras tocaba la guitarra acústica para después pasar a recorrer el escenario interactuando tanto con la cámara como con el público. El fondo mostraba un paisaje desértico al estilo del viejo oeste mientras la iluminación creaba una serie de juegos de flashes blancos. La realización tuvo en varios momentos la estética de los viejos filmes del género western cerrando la presentación con un cierre de cortina de la pantalla del espectador en negro.
Al final del show, Estonia fue anunciada como uno de los 10 países finalistas. Los resultados revelados una vez terminado el festival, ubicaron a Estonia en 5.º lugar con 209 puntos, habiéndose posicionado en tercer lugar de la votación del jurado profesional con 113 puntos mientras que en la votación del televoto se colocó en 7ª posición con 96 puntos, incluyendo los 12 puntos del televoto de Finlandia.

### Final
Durante la rueda de prensa de los ganadores de la segunda semifinal, se realizó el sorteo en el que se decidió en que mitad participaría cada finalista. Estonia fue sorteada para participar en la segunda mitad de la final (posiciones 14-25). El orden de actuación revelado durante la madrugada del viernes 13 de mayo, decidió que Estonia debía actuar en la posición 25 por delante de Serbia. STEFAN tomó parte de los ensayos generales con vestuario de la final los días 13 y 14 de mayo. El ensayo general de la tarde del 13 fue tomado en cuenta por los jurados profesionales para emitir sus votos, que representaron el 50% de los puntos.
Durante la votación, Estonia se colocó en 15° lugar en la votación del jurado profesional con 43 puntos, recibiendo como máxima puntuación los 10 puntos de Serbia. Posteriormente se reveló su puntuación en el votación del televoto: 98 puntos que lo colocaron en el 10° lugar, incluyendo los 12 puntos del televoto de Armenia. En la sumatoria final, Estonia finalizó en el 13° lugar con 141 puntos.

### Votación

#### Puntuación a Estonia

##### Semifinal 2
| Jurado      | Jurado                               | Jurado                               | Jurado                                                                             | Jurado                |
| 12 puntos   | 10 puntos                            | 8 puntos                             | 7 puntos                                                                           | 6 puntos              |
| ----------- | ------------------------------------ | ------------------------------------ | ---------------------------------------------------------------------------------- | --------------------- |
|             | - Serbia - Suecia                    | - Irlanda - Malta                    | - Azerbaiyán - Chipre - Georgia - Polonia - República Checa - Rumania - San Marino | - Montenegro          |
| 5 puntos    | 4 puntos                             | 3 puntos                             | 2 puntos                                                                           | 1 punto               |
| - Australia | - Alemania - Finlandia - Reino Unido | - Israel                             | - Macedonia del Norte                                                              |                       |
| Televoto    |                                      |                                      |                                                                                    |                       |
| 12 puntos   | 10 puntos                            | 8 puntos                             | 7 puntos                                                                           | 6 puntos              |
| - Finlandia | - Polonia                            | - República Checa - Rumania - Suecia | - Bélgica - Georgia - Montenegro                                                   | - Irlanda             |
| 5 puntos    | 4 puntos                             | 3 puntos                             | 2 puntos                                                                           | 1 punto               |
|             | - Alemania - Israel - Serbia         | - Australia - Chipre                 | - España - Reino Unido                                                             | - Macedonia del Norte |

##### Final
| Jurado                           | Jurado                     | Jurado                                         | Jurado                            | Jurado         |
| 12 puntos                        | 10 puntos                  | 8 puntos                                       | 7 puntos                          | 6 puntos       |
| -------------------------------- | -------------------------- | ---------------------------------------------- | --------------------------------- | -------------- |
|                                  | - Serbia                   | - República Checa                              |                                   | - Suecia       |
| 5 puntos                         | 4 puntos                   | 3 puntos                                       | 2 puntos                          | 1 punto        |
| - Malta - Moldavia - Reino Unido |                            | - Armenia                                      |                                   | - Australia    |
| Televoto                         |                            |                                                |                                   |                |
| 12 puntos                        | 10 puntos                  | 8 puntos                                       | 7 puntos                          | 6 puntos       |
| - Armenia                        | - Finlandia                | - Letonia - Lituania - Polonia                 | - Moldavia                        | - Serbia       |
| 5 puntos                         | 4 puntos                   | 3 puntos                                       | 2 puntos                          | 1 punto        |
| - Albania - Rumania - Ucrania    | - República Checa - Suecia | - Dinamarca - Macedonia del Norte - Montenegro | - Croacia - Noruega - Reino Unido | - Países Bajos |

#### Votación realizada por Estonia
| Puntos    | Jurado          | Televoto        |
| --------- | --------------- | --------------- |
| 12 puntos | Suecia          | Finlandia       |
| 10 puntos | Australia       | Suecia          |
| 8 puntos  | Finlandia       | República Checa |
| 7 puntos  | República Checa | Bélgica         |
| 6 puntos  | Azerbaiyán      | Polonia         |
| 5 puntos  | Bélgica         | Australia       |
| 4 puntos  | Irlanda         | Serbia          |
| 3 puntos  | Georgia         | Malta           |
| 2 puntos  | Rumania         | Rumania         |
| 1 punto   | Malta           | Georgia         |

| Puntos    | Jurado       | Televoto     |
| --------- | ------------ | ------------ |
| 12 puntos | Suecia       | Ucrania      |
| 10 puntos | Italia       | Suecia       |
| 8 puntos  | Australia    | Finlandia    |
| 7 puntos  | Portugal     | Lituania     |
| 6 puntos  | Grecia       | Moldavia     |
| 5 puntos  | Finlandia    | Reino Unido  |
| 4 puntos  | Reino Unido  | Noruega      |
| 3 puntos  | Azerbaiyán   | Países Bajos |
| 2 puntos  | Lituania     | Alemania     |
| 1 punto   | Países Bajos | España       |

##### Desglose
El jurado estonio estuvo compuesto por:
- Karl Killing
- Liina Ariadne Pedanik
- Maian Anna Kärmas
- Sven Lõhmus
- Toomas Olljum

| Semifinal 2 | Semifinal 2         | Semifinal 2                | Semifinal 2                | Semifinal 2                | Semifinal 2                | Semifinal 2                | Semifinal 2                | Semifinal 2                | Semifinal 2                | Semifinal 2                |
| N.º         | País                | Jurado                     | Jurado                     | Jurado                     | Jurado                     | Jurado                     | Jurado                     | Jurado                     | Televoto                   | Televoto                   |
| N.º         | País                | Jurado A                   | Jurado B                   | Jurado C                   | Jurado D                   | Jurado E                   | Ranking                    | Puntos                     | Ranking                    | Puntos                     |
| ----------- | ------------------- | -------------------------- | -------------------------- | -------------------------- | -------------------------- | -------------------------- | -------------------------- | -------------------------- | -------------------------- | -------------------------- |
| 01          | Finlandia           | 4                          | 5                          | 4                          | 2                          | 7                          | 3                          | 8                          | 1                          | 12                         |
| 02          | Israel              | 6                          | 7                          | 13                         | 16                         | 12                         | 12                         |                            | 15                         |                            |
| 03          | Serbia              | 17                         | 17                         | 7                          | 17                         | 17                         | 17                         |                            | 7                          | 4                          |
| 04          | Azerbaiyán          | 3                          | 12                         | 3                          | 13                         | 4                          | 5                          | 6                          | 16                         |                            |
| 05          | Georgia             | 15                         | 3                          | 17                         | 15                         | 6                          | 8                          | 3                          | 10                         | 1                          |
| 06          | Malta               | 10                         | 14                         | 14                         | 4                          | 9                          | 10                         | 1                          | 8                          | 3                          |
| 07          | San Marino          | 7                          | 16                         | 6                          | 14                         | 11                         | 11                         |                            | 11                         |                            |
| 08          | Australia           | 2                          | 2                          | 2                          | 3                          | 2                          | 2                          | 10                         | 6                          | 5                          |
| 09          | Chipre              | 11                         | 15                         | 15                         | 8                          | 8                          | 13                         |                            | 12                         |                            |
| 10          | Irlanda             | 13                         | 11                         | 12                         | 5                          | 5                          | 7                          | 4                          | 14                         |                            |
| 11          | Macedonia del Norte | 14                         | 10                         | 9                          | 10                         | 16                         | 14                         |                            | 13                         |                            |
| 12          | Estonia             | -------------------------- | -------------------------- | -------------------------- | -------------------------- | -------------------------- | -------------------------- | -------------------------- | -------------------------- | -------------------------- |
| 13          | Rumania             | 9                          | 9                          | 8                          | 6                          | 13                         | 9                          | 2                          | 9                          | 2                          |
| 14          | Polonia             | 12                         | 13                         | 10                         | 11                         | 14                         | 15                         |                            | 5                          | 6                          |
| 15          | Montenegro          | 16                         | 8                          | 16                         | 12                         | 15                         | 16                         |                            | 17                         |                            |
| 16          | Bélgica             | 5                          | 6                          | 11                         | 7                          | 10                         | 6                          | 5                          | 4                          | 7                          |
| 17          | Suecia              | 1                          | 1                          | 1                          | 1                          | 1                          | 1                          | 12                         | 2                          | 10                         |
| 18          | República Checa     | 8                          | 4                          | 5                          | 9                          | 3                          | 4                          | 7                          | 3                          | 8                          |

| Final | Final           | Final                      | Final                      | Final                      | Final                      | Final                      | Final                      | Final                      | Final                      | Final                      |
| N.º   | País            | Jurado                     | Jurado                     | Jurado                     | Jurado                     | Jurado                     | Jurado                     | Jurado                     | Televoto                   | Televoto                   |
| N.º   | País            | Jurado A                   | Jurado B                   | Jurado C                   | Jurado D                   | Jurado E                   | Ranking                    | Puntos                     | Ranking                    | Puntos                     |
| ----- | --------------- | -------------------------- | -------------------------- | -------------------------- | -------------------------- | -------------------------- | -------------------------- | -------------------------- | -------------------------- | -------------------------- |
| 01    | República Checa | 14                         | 17                         | 18                         | 17                         | 15                         | 21                         |                            | 20                         |                            |
| 02    | Rumania         | 24                         | 16                         | 14                         | 16                         | 21                         | 22                         |                            | 18                         |                            |
| 03    | Portugal        | 2                          | 11                         | 15                         | 7                          | 4                          | 4                          | 7                          | 11                         |                            |
| 04    | Finlandia       | 10                         | 10                         | 10                         | 2                          | 6                          | 6                          | 5                          | 3                          | 8                          |
| 05    | Suiza           | 13                         | 15                         | 9                          | 24                         | 5                          | 12                         |                            | 17                         |                            |
| 06    | Francia         | 21                         | 6                          | 13                         | 13                         | 19                         | 15                         |                            | 21                         |                            |
| 07    | Noruega         | 12                         | 21                         | 24                         | 12                         | 22                         | 20                         |                            | 7                          | 4                          |
| 08    | Armenia         | 8                          | 13                         | 17                         | 8                          | 16                         | 13                         |                            | 14                         |                            |
| 09    | Italia          | 5                          | 2                          | 2                          | 4                          | 1                          | 2                          | 10                         | 15                         |                            |
| 10    | España          | 16                         | 7                          | 16                         | 10                         | 7                          | 11                         |                            | 10                         | 1                          |
| 11    | Países Bajos    | 6                          | 12                         | 5                          | 14                         | 17                         | 10                         | 1                          | 8                          | 3                          |
| 12    | Ucrania         | 15                         | 8                          | 12                         | 15                         | 11                         | 14                         |                            | 1                          | 12                         |
| 13    | Alemania        | 19                         | 19                         | 23                         | 11                         | 14                         | 19                         |                            | 9                          | 2                          |
| 14    | Lituania        | 4                          | 18                         | 7                          | 19                         | 10                         | 9                          | 2                          | 4                          | 7                          |
| 15    | Azerbaiyán      | 18                         | 3                          | 4                          | 18                         | 20                         | 8                          | 3                          | 24                         |                            |
| 16    | Bélgica         | 17                         | 14                         | 11                         | 21                         | 13                         | 17                         |                            | 19                         |                            |
| 17    | Grecia          | 7                          | 4                          | 6                          | 6                          | 12                         | 5                          | 6                          | 23                         |                            |
| 18    | Islandia        | 11                         | 22                         | 22                         | 20                         | 9                          | 16                         |                            | 16                         |                            |
| 19    | Moldavia        | 20                         | 23                         | 21                         | 22                         | 23                         | 23                         |                            | 5                          | 6                          |
| 20    | Suecia          | 1                          | 1                          | 1                          | 1                          | 2                          | 1                          | 12                         | 2                          | 10                         |
| 21    | Australia       | 3                          | 5                          | 3                          | 3                          | 3                          | 3                          | 8                          | 22                         |                            |
| 22    | Reino Unido     | 9                          | 9                          | 8                          | 5                          | 8                          | 7                          | 4                          | 6                          | 5                          |
| 23    | Polonia         | 23                         | 20                         | 19                         | 9                          | 18                         | 18                         |                            | 13                         |                            |
| 24    | Serbia          | 22                         | 24                         | 20                         | 23                         | 24                         | 24                         |                            | 12                         |                            |
| 25    | Estonia         | -------------------------- | -------------------------- | -------------------------- | -------------------------- | -------------------------- | -------------------------- | -------------------------- | -------------------------- | -------------------------- |